# ایست اسپارتا (اوهایو)
ایست اسپارتا (به انگلیسی: East Sparta) یک روستا در ایالات متحده آمریکا است که در شهرستان استارک، اوهایو واقع شده‌است. ایست اسپارتا ۴٫۳۵ کیلومتر مربع مساحت و ۸۱۹ نفر جمعیت دارد و ۲۹۵ متر بالاتر از سطح دریا واقع شده‌است.